# Joan Nicolaas Jozef Eduard Heerkens Thijssen
Joan Nicolaas Jozef Eduard Heerkens Thijssen, heer in Melissant c.a. (Arnhem, 27 juni 1866 - Haarlem, 13 januari 1944) was een Nederlands rooms-katholiek politicus.

## Familie
Thijssen was een zoon van dr. Henricus Franciscus Thijssen (1830-1915), arts en gemeenteraadslid, en Clara Francisca Maria Heerkens (1841-1913), vrouwe in Melissant, Noorderschorre en Wellestrijpe en St. Elisabeths Polder. Hij was een kleinzoon van Tweede Kamerlid mr. Joan Nicolaas Josef Heerkens. Bij Koninklijk Besluit van 1 april 1911 kreeg hij het recht de naam 'Heerkens' voor zijn achternaam 'Thijssen' te plaatsen. Hij trouwde met Laura Francisca Johanna Maria van der Kun (1868-1936), nicht van parlementslid Emile Alexis Marie van der Kun. Uit dit huwelijk werden tien kinderen geboren.
Thijssens oudste zoon volgde hem op als heer van Melissant. Anna Aleida Cunegonda Maria barones van Voorst tot Voorst (1914-2001) was tevens vrouwe in Melissant, Noorderschorre, Wellestrijpe, St.-Elisabethspolder, Altekleen en de Vijf Gorzen.

## Loopbaan
Thijssen studeerde rechtsgeleerdheid aan de Universiteit Leiden en promoveerde in 1890 op zijn dissertatie "Het geheim van den medicus". Hij was korte tijd advocaat en procureur, maar koos als snel voor een ambtelijke loopbaan. Hij was commies op de secretarie van de gemeente Arnhem (1892-1895) en ambtenaar bij de afdeling verkeer, waterstaat, jacht en visserij van de Provinciale Griffie in Haarlem (1895-1933).
Hij was ook actief in de politiek, Hij was gemeenteraadslid (1902-1931) en wethouder (1915-1931) in Haarlem en lid van de Provinciale Staten van Noord-Holland (1904-1922). Vanaf 1918 was hij buitengewoon lid van Gedeputeerde Staten van Noord-Holland. Van 25 juli 1922 tot 17 september 1935 was hij lid van de Eerste Kamer der Staten-Generaal. Hij was vanaf 1923 de waarnemend burgemeester van Schoten, tot de gemeente in 1927 werd samengevoegd met Haarlem.
Thijssen werd in 1925 benoemd tot Ridder in de Orde van de Nederlandse Leeuw.
- Biografisch Portaal: 30477107
- International Standard Name Identifier: 0000 0003 8845 7111
- Nederlandse Thesaurus van Auteursnamen: 072768002
- Parlement.com: vg09ll1j0jzi
- Virtual International Authority File: 281633457
- WorldCat: E39PBJrgGrTMt74VP7wdYMYdcP